# Microjassa boreopacifica
Microjassa boreopacifica is een vlokreeftensoort uit de familie van de Ischyroceridae. De wetenschappelijke naam van de soort is voor het eerst geldig gepubliceerd in 1995 door Conlan.